# Герман Печенгский
Ге́рман Пече́нгский (ум. 2 декабря 1589) — инок Печенгского Троицкого монастыря.
Канонизирован в лике преподобномученика. Почитается в Соборах  Кольских и Новгородских святых.
Сведения о Германе Печенгском известны из монастырского предания и жития Трифона Печенгского.

## Жизнеописание
О преподобномученике Германе практически ничего неизвестно. Монастырское предание сообщает, что Герман, был рясофорным монах Печенгского монастыря, выполнял обязанности причетника и пономаря.
Преподобномученик Герман принял смерть 2 (15) декабря 1589 года во время нападения шведского отряда на монастырь. Как известно из монастырского предания, святой был убит во время Литургии, когда он сослужил иеромонаху Ионе в Успенской церкви в пустыне у Трифонова ручья. Смерть застала инока, когда он спускался со звонницы. Оба мученика были погребены рядом с могилой преподобного Трифона.

## Почитание
Почитание Германа Печенгского долгое время было местным. Герман упоминается в «Описании о российских святых» (кон. XVII—XVIII в.). Канонизация преподобномученика подтверждена включением его имени в Собор Новгородских святых. Для общецерковного почитания канонизирован в 2003 году вместе с другими 116 мучениками, погибших в декабре 1589 года.